# 2018 en football
Cet article présente les faits marquants de l'année 2018 en football.

## Principales compétitions
- Premier League (du 11 août 2017 au 13 mai 2018)
- LaLiga (du 18 août 2017 au 20 mai 2018)
- Ligue des champions de l'UEFA (du 12 septembre 2017 au 26 mai 2018)
- Ligue Europa (du 14 septembre 2017 au 16 mai 2018)
- Ligue des champions de l'AFC (du 16 janvier au 10 novembre 2018)
- Copa Libertadores (du 22 janvier au 9 décembre 2018)
- Coupe de la confédération (du 9 février au 26 novembre 2018)
- Ligue des champions de la CAF (du 10 février au 9 novembre 2018)
- Copa Sudamericana (du 13 février au 12 décembre 2018)
- Ligue des champions de la CONCACAF (du 20 février au 26 avril 2018)
- Coupe du monde (du 14 juin au 15 juillet 2018)
- Coupe du monde des clubs (du 12 au 22 décembre 2018)

## Événements

### Janvier
- 1er janvier : finale de la Coupe du Japon 2017 entre le Cerezo Osaka et le Yokohama F. Marinos. Osaka s'impose 2 buts à 1 après prolongations.
- 5 janvier : 3e tour de la Coupe d'Angleterre Liverpool remporte le 230e Merseyside Derby en battant son voisin d'Everton sur le score de 2-1.
- 6 janvier : 18e journée de Liga victoire du Betis Séville 5-3 lors du 127e Derbi sevillano disputé sur la pelouse de son rival du Séville FC.
- 7 janvier : surprise lors des 32e de finale de la Coupe de France le club amateur de l'US Granville (National 2) se qualifie 2-1 après prolongations face aux Girondins de Bordeaux qui terminent la rencontre à huit.
- 13 janvier : ouverture du 5e Championnat d'Afrique des nations qui se dispute au Maroc.
- 22 janvier : River Plate s'impose 1-0 face à Boca Juniors et remporte au stade José Maria Minella le 245e Superclásico disputé dans le cadre du Tournoi d'été.
- 27 janvier : finale de la Coupe de la Ligue portugaise, le Sporting Portugal bat en finale le Vitória Setúbal aux tirs au but 5-4.
- 28 janvier : fondation de l'Inter Miami par le groupe Miami Beckham United, 4 ans après l'annonce initiale de la création d'une nouvelle équipe[1]

### Février
- 4 février : le Maroc s'impose en finale du Championnat d'Afrique des nations par quatre buts à zéro face au Nigeria. Les Marocains remportent pour la première fois cette compétition.
- 14 février : match aller de la Recopa Sudamericana les Argentins de l'Independiente et les Brésiliens de Grêmio ne peuvent se départager et font match nul 1 à 1, tout se jouera au retour.
- 19 février : surprise lors du 5e tour de la Coupe d'Angleterre le club de Wigan qui évolue en EFL League One elimine 1-0 l'équipe de Manchester City qui domine la Premier League.
- 21 février : match retour de Recopa Sudamericana les Brésiliens de Grêmio et les Argentins de l'Independiente ne peuvent se départager au terme des 120 minutes et font 0-0 (1-1 au match aller). Le vainqueur sera désigné aux tirs au but et les Tricolor remportent la séance 5 tirs à 4.
- 24 février : les Marocains de Wydad AC remportent au Stade Mohammed V de Casablanca leur première Supercoupe de la CAF après une victoire 1 à 0 face aux congolais du TP Mazembe.
- 25 février :
  - Manchester City remporte au Stade Wembley sa 5e Coupe de la Ligue anglaise en battant en finale Arsenal sur le score de 3-0.
  - 27e journée de Ligue 1 l'Olympique Lyonnais et l'AS Saint-Etienne font match 1-1 lors du 116e Derby rhônalpin disputer au Parc OL.
  - 27e journée de Ligue 1 le Paris Saint-Germain remporte 3-0 au Parc des Princes le 93e Classique face à l'Olympique de Marseille.
- 28 février : 1/4 de finale de la Coupe de France, trois jours après un premier succès, le PSG s'impose une nouvelle fois 3-0 lors du 94e Classique face à l'OM. Avec cette victoire, c'est le 17e match sans défaite consécutif des Parisiens face aux Marseillais.

### Mars
- 2 mars : Paul Put est nommé sélectionneur de l'équipe de Guinée.
- 3 mars : l'attaquant de Galatasaray Bafétimbi Gomis inscrit un quadruplé en 33 minutes contre Karabükspor, un record en Championnat de Turquie, score final 7-0.
- 4 mars : décès à 31 ans d'une crise cardiaque du capitaine de la Fiorentina Davide Astori dans sa chambre d'hôtel avant un match[2].
- 15 mars : River Plate remporte pour la 2e fois d'affilée la Supercoupe d'Argentine 2 à 0 face à son rival de Boca Juniors.
- 31 mars : le Paris-Saint Germain remporte au Stade Matmut-Atlantique de Bordeaux sa 5e Coupe de la Ligue d'affilée en s'imposant en finale 3-0 face à l'AS Monaco.

### Avril
- 4 avril : match en retard de la 27e journée de Série A le Milan AC et l'Inter Milan se retrouvent dos à dos et font match nul 0-0 lors du 221e Derby della Madonnina.
- 6 avril : ouverture de la 19e Coupe d'Asie des nations féminine en Jordanie.
- 7 avril :
  - 33e journée de Premier League Everton et Liverpool ne peuvent se départager et font match nul 0-0 lors du 231e Merseyside Derby.
  - 33e journée de Premier League Manchester United s'impose 3-2 sur la pelouse de son rival Manchester City, lors du 176e Manchester derby. Du coup ce résultat retarde le sacre de champion d'Angleterre des citizens.
  - 29e journée de Bundesliga le Bayern Munich est sacré Champion d'Allemagne après sa victoire 4-1 sur la pelouse du FC Augsbourg. C'est le sixième titre de champion d'affilée pour le club munichois.
- 8 avril : Le Real Madrid et l'Atlético Madrid ne peuvent se départager et font match nul 1 à 1 lors du 281e Derbi madrileño.
- 15 avril :
  - 30e journée de Bundesliga Schalke 04 remporte le 149e Derby de la Ruhr 2-0 contre le Borussia Dortmund grâce à des buts de Yevhen Konoplyanka et Naldo.
  - 34e journée de Premiere League : Manchester City remporte son 5e titre de champion à la suite de la défaite à domicile (1-0) de Manchester United face à WBA.
  - 31e journée d'Eredivisie : le PSV Eindhoven remporte le 24e titre de champion de son histoire en battant l'Ajax Amsterdam sur le score de 3-0.
  - 33e journée de Ligue 1 : le PSG remporte le 7e titre de champion de son histoire en écrasant l'AS Monaco au Parc des Princes 7 buts à 1.
- 17 avril : finale aller de la Ligue des champions de la CONCACAF les mexicains du CD Guadalajara s'imposent 2-1 sur la pelouse des Canadiens du Toronto FC.
- 20 avril :
  - Finale de la Coupe d'Asie des nations féminine à Amman en Jordanie : les Japonaises s'imposent 1-0 face aux Australiennes et remportent pour la 2e fois de l'histoire le titre asiatique.
  - 34e journée de Ligue 2 soir de fête au Stade Auguste-Delaune, le Stade de Reims est sacré champion de France de deuxième division et également promu en Ligue 1 après un succès 1 à 0 face à l'AC Ajaccio.
- 21 avril : le FC Barcelone remporte sa quatrième Coupe du Roi consécutive en battant en finale le Séville FC sur le score de 5 à 0. Barcelone remporte le titre pour la 30e fois.
- 22 avril :
  - Feyenoord remporte sa 13e Coupe des Pays-Bas en battant en finale l'AZ Alkmaar sur le score de 3-0.
  - 34e journée de Serie A : Benevento est relégué en Série B un an seulement après sa montée à la suite de la victoire 2-1 de Crotone sur l'Udinese.
  - 34e journée de Serie A : Naples revient à 1 point de la Juventus dans la course au titre à la suite de sa courte victoire 1-0 à l'Allianz Stadium.
- 25 avril : finale retour de la Ligue des champions de la CONCACAF les Canadiens du Toronto FC reviennent à égalité sur l'ensemble des deux matchs, avec un score de 2-1 (2-1 pour les mexicains à l'aller) sur la pelouse du CD Guadalajara au terme des 120 minutes. Les deux équipes doivent se départager aux penalties et les Chivas Rayadas remportent le titre continental (4 tirs au but à 2) pour la 2e fois de leur histoire.
- 28 avril :
  - 35e journée de Liga : La Real Sociedad bat leurs rivaux de l'Athletic Bilbao 3-1 lors du 174e Euskal Derbia disputé au Stade d'Anoeta.
  - 32e journée de Super League : Grâce à sa victoire 2-1 face au FC Lucerne, les Young Boys de Berne sont sacrés Champions de Suisse 32 ans après leur dernier titre de champion.
- 29 avril : 35e journée de Liga : Le FC Barcelone remporte la Liga pour la 25e fois de son histoire à la suite de sa victoire sur le Deportivo La Corogne (4-2) qui est dans le même temps relégué en deuxième division. Il s'agit du huitième doublé Championnat/Coupe d'Espagne de l'histoire du Barça.

### Mai
- 4 mai : 37e journée de Ligue 2 : Grâce à un succès 4-0 le Nîmes Olympique assure face au Gazélec Ajaccio sa montée en Ligue 1 25 ans après l'avoir quittée.
- 5 mai : 33e journée de Liga Nos le Sporting Portugal et le Benfica Lisbonne respectivement troisième et deuxième du classement font match nul 0-0 lors du 302e Dérbi da Capital, ce qui sacre le FC Porto comme nouveau Champion du Portugal.
- 6 mai :
  - 36e journée de Ligue 1 : le FC Metz est officiellement relégué en Ligue 2 deux ans après sa montée à la suite d'une nouvelle défaite subie à domicile 1-2 face au Angers SCO.
  - 36e journée de Liga : Match nul (2-2) au Camp Nou entre le FC Barcelone et le Real Madrid lors du 271e El Clasico.
- 8 mai : Le Paris Saint-Germain établi un nouveau record en remportant pour la 4e fois d'affilié la Coupe de France, en s'imposant 2 à 0 au Stade de France à Saint-Denis face aux amateurs des Herbiers (National 1).
- 9 mai :
  - la Juventus Turin remporte pour la 13e fois de son histoire la Coupe d'Italie grâce à une victoire 4-0 face au Milan AC.
  - 25e journée de Superliga Argentina : Boca juniors est sacré Champion d'Argentine pour la 2e fois d'affilée après un match nul 2-2 sur la pelouse du Gimnasia La Plata.
- 10 mai : Akhisar remporte la Coupe de Turquie pour la 1re fois de son histoire sur le score de 3-2 face au Fenerbahçe SK.
- 12 mai :
  - 34e journée de Bundesliga : Hambourg est relégué pour la première fois de son histoire en deuxième division allemande. Il était le seul club à avoir pris part à toutes les saisons de Bundesliga depuis sa création en 1963.
  - 37e journée de Liga : le Betis et le FC Séville ne peuvent se départager lors du 128e Derbi sevillano et font match nul 2 à 2 au Stade Benito-Villamarín.
- 13 mai :
  - Finale aller de la Ligue des champions de l'OFC : Les Néo-Zélandais de Wellington s'imposent largement à domicile (6-0) face aux Fidjiens du Lautoka Football Club et prennent une option pour le titre.
  - 37e journée de Série A : La Juventus Turin remporte un 7e Scudetto d'affilée, le 34e de son histoire après un match nul 0-0 au Stade Olympique de Rome face à l'AS Roma.
  - Le FC Bruges est sacré champion de Belgique pour la 15e fois de son histoire à la suite de son match nul (1-1) face au Standard de Liège.
  - 20e journée de D1 féminine : Les filles de l'Olympique Lyonnais sont sacrées Championnes de France pour la 12e fois d'affilée après avoir étrillé 7-0 l'Olympique de Marseille qui est dans le même temps relégué en Division 2.
  - Cérémonie des Trophées UNFP du football 2018 à Paris. Pour la Ligue 2 Paul Bernardoni est élu meilleur gardien, le Brésilien Diego Rigonato remporte le prix du meilleur joueur et le Français David Guion remporte le prix de meilleur entraîneur. Pour la Ligue 1 le joueur de l'Olympique de Marseille Steve Mandanda est élu meilleur gardien de but, le footballeur Kylian Mbappé remporte le trophée de meilleur espoir, le joueur du PSG Neymar est désigné meilleur joueur de la saison et l'espagnol Unai Emery remporte le prix du meilleur entraîneur. Pour le prix du plus beau but le public vote pour le Brésilien des Girondins de Bordeaux Malcom pour son but inscrit face à Dijon. Chez les femmes la française Marie-Antoinette Katoto remporte la récompense de meilleure espoir et l'allemande Dzsenifer Marozsán remporte le trophée de meilleure joueuse de D1 féminine.
- 14 mai :
  - Roberto Mancini est nommé sélectionneur de l'Équipe d'Italie de football.
  - Le sélectionneur du Brésil Tite annonce la liste des 23 joueurs brésiliens retenus pour disputer la Coupe du monde. Parmi les joueurs sélectionnés figurent trois pensionnaires de Ligue 1, Thiago Silva, Marquinhos, et Neymar.
- 16 mai : Finale de la Ligue Europa à Décines-Charpieu, près de Lyon, en France l'Atlético Madrid s'impose 3 à 0 face à l'Olympique de Marseille et remporte pour la troisième fois cette compétition après 2010 et 2012.
- 17 mai : Didier Deschamps Le sélectionneur de l'équipe de France annonce la liste des 23 joueurs français plus 11 réservistes retenus pour disputer la Coupe du Monde.
- 19 mai :
  - Les féminines du VFL Wolfsburg remportent à Cologne leur 5e Coupe d'Allemagne féminine en s'imposant face au Bayern Munich (0-0, 3 tirs au but à 2).
  - Finale de la Coupe d'Angleterre à Londres, en Angleterre le Chelsea Football Club remporte sa 8e coupe nationale en battant le Manchester United Football Club 1-0 grâce à un but d'Eden Hazard sur penalty à la 22e minute de jeu.
  - Finale de la Coupe d'Allemagne à Berlin, en Allemagne entre le Bayern Munich et l'Eintracht Francfort.
  - Finale de la Coupe d'Écosse à Glasgow, en Écosse : Le Celtic remporte pour la 2e fois consécutive la coupe nationale en s'imposant 2-0 face au Motherwell FC.
  - 34e journée de SüperLig Galatasaray s'impose 1-0 face à Göztepe et est sacré champion de Turquie pour la 21e fois de son histoire, un record.
- 20 mai :
  - Finale de la Coupe du Portugal à Oeiras, près de Lisbonne, au Portugal entre le Sporting Portugal et le CD Aves.
  - Finale retour de la Ligue des champions de l'OFC les Néo-Zélandais de Wellington s'imposent 4 à 3 (10-3 sur l'ensemble des deux matchs) sur la pelouse des Fidjiens du Lautoka Football Club et remportent pour la première fois le titre océanique.
  - Au terme d'un match chaotique et émaillé d'incidents, l'AC Ajaccio bat Le Havre AC 2-2 (5-3 tab) et se qualifie pour les barrages d'accession à la Ligue 1.

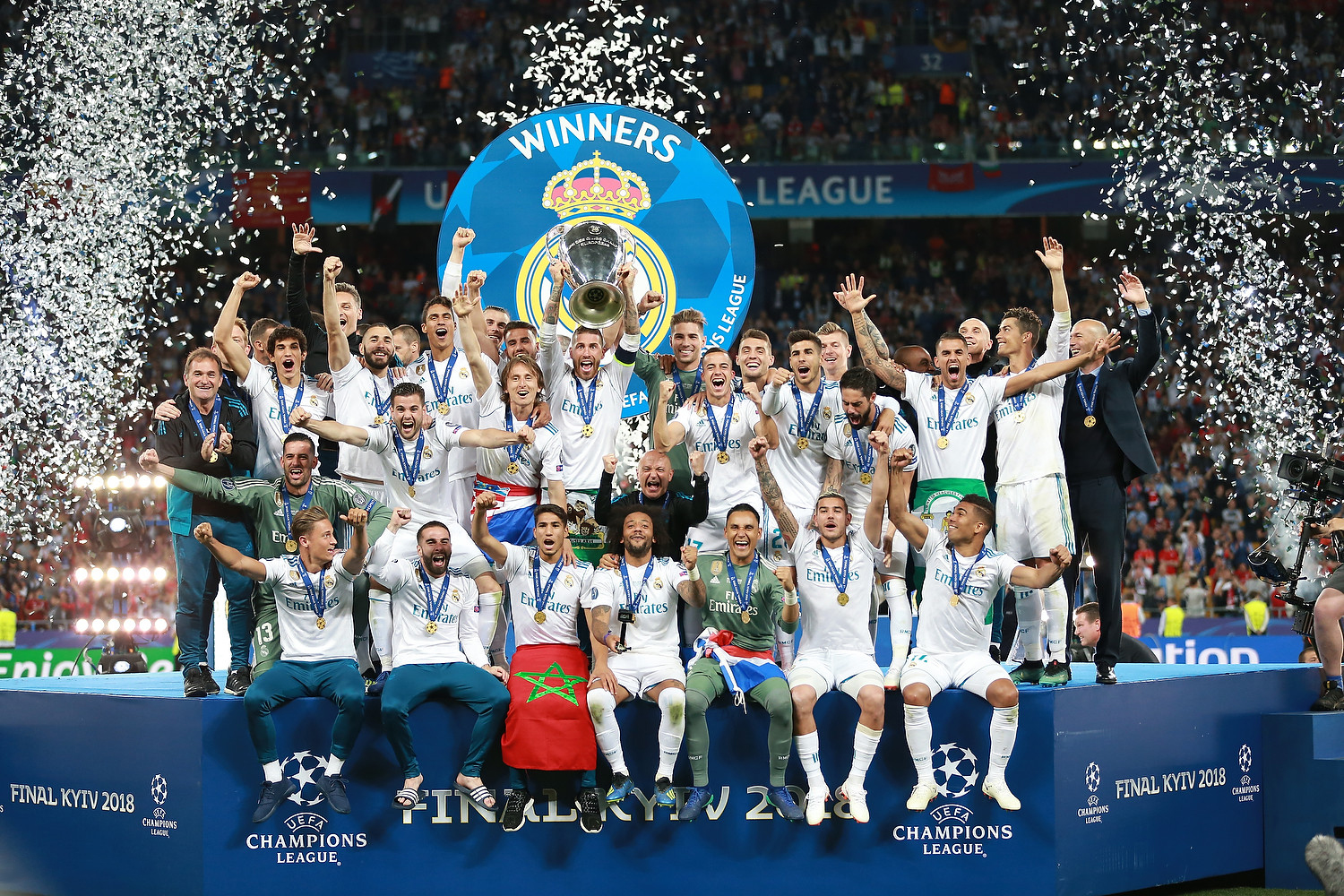
Sergio Ramos soulevant le trophée de la Ligue des champions, entouré des joueurs du Real Madrid.

- 24 mai : Finale de la Ligue des champions féminine à Kiev entre L'Olympique Lyonnais et le VfL Wolfsbourg. Après un match nul zéro à zéro au terme des 90 minutes les lyonnaises remportent le titre européen pour la 3e fois d'affilée en s'imposant sur le score de 4-1 après prolongations.

- 26 mai :
  - Finale de la Ligue des champions de l'UEFA à Kiev, en Ukraine le Real Madrid s'impose 3 à 1 face à Liverpool et remporte le titre pour troisième fois consécutivement, un record.
  - La Fiorentina remporte pour la deuxième fois consécutivement la Coupe d'Italie féminine en s'imposant 3-1 face à l'AFC Brescia[3].
- 27 mai : Finale de la Coupe de Suisse à Berne, en Suisse entre les Young Boys de Berne et le FC Zurich.
- 29 mai : La LFP annonce que les droits TV de la Ligue 1 en France pour la période 2020-2024 sont attribués à la surprise générale au groupe espagnol Mediapro et au groupe qatari beIN Sports, le Groupe Canal+ diffuseur historique de L1 depuis plus de 30 ans ne répondant pas aux attentes de la Ligue n'obtient aucune affiche. Le nouveau contrat est signé pour la somme record de 1,115 milliard d'euros soit une augmentation de 60% par rapport à l'ancien contrat.
- 30 mai : l'arbitre international saoudien Fahad Al-Mirdasi est suspendu à vie en raison de son implication dans une affaire de corruption[4],[5]
- 31 mai : Les filles du Paris Saint-Germain remportent à Strasbourg la Coupe de France féminine en s'imposant 1-0 face à l'Olympique lyonnais ce qui met fin à une série de six coupes nationales d'affilée des lyonnaises.

### Juin
- 1 juin : Après sept ans en catégorie 18 ans puis dix ans en catégorie U19, la Fédération française de football vote un passage à la catégorie U18 pour la Coupe Gambardella. Cela sera effectif à partir de la saison 2019-2020.
- 13 juin : Julen Lopetegui qui vient d'annoncer sont arrivés au Real Madrid pour la saison prochaine est limogé de son poste de sélectionneur de l'Espagne, deux jours seulement avant l'entrée en lice de la Roja dans la Coupe du monde.
- Du 14 juin au 15 juillet : 21e édition de la Coupe du monde, en Russie.
- 14 juin : la Russie écrase L'Arabie Saoudite (5-0) en match d'ouverture de la Coupe du Monde comptant pour la 1re journée du groupe A. Buts de Iouri Gazinski, Artyom Dziouba, Aleksandr Golovine, ainsi qu'un doublé de Denis Cheryshev.
- 15 juin : Match nul spectaculaire (3-3) entre le Portugal et l'Espagne comptant pour la 1re journée du groupe B. Triplé de Cristiano Ronaldo pour le Portugal, doublé de Diego Costa et but de Nacho pour l'Espagne.
- 16 juin : La France s'impose dans la douleur (2-1) face à L'Australie pour son entrée en lice dans la Coupe du Monde et prend la tête de sa poule (C).
- 17 juin :
  - Le Mexique crée la première surprise du Mondial en battant les champions du monde en titre allemands (1-0), grâce à un but d'Hirving Lozano.
  - Autre surprise du Mondial, l'un des favoris au titre, le Brésil, est tenu en échec par la Suisse (1-1). Buts de Coutinho pour le Brésil et de Zuber pour la Suisse.
- 19 juin : Surprise pour la première journée du groupe (H) de la Coupe du monde, le Japon s'impose (2-1) face à la Colombie réduite à 10 dès la 3e minute. C'est la première victoire au mondial des Samouraïs face à une équipe d'Amérique du Sud.
- 21 juin :
  - Les Bleus battent le Pérou (1-0) et se qualifient pour les huitièmes de finale. Le Pérou est avec 0 point en deux matches éliminé de la Coupe du Monde.
  - La Croatie humilie l'Argentine sur le score de (3-0) et se qualifie pour les huitièmes de finale. L'Argentine est avec 1 point en deux matchs au bord de l'élimination.
- 26 juin :
  - La France et le Danemark font un match nul 0-0 de faible niveau, dans le même temps, le Pérou, déjà éliminé bat l'Australie 2-0. Du coup, avec ces résultats les Bleus et les Rouges et Blancs finissent respectivement 1er et 2e du groupe (C) et valident leur billet pour les 1/8 de finale.
  - L'Argentine réalise l'impossible et se qualifie pour les huitièmes de finale en battant le Nigeria (2-1) grâce à des buts de Lionel Messi et de Marcos Rojo.
- 27 juin : Coup de tonnerre, l'équipe d'Allemagne, tenante du titre, est éliminée dès la phase de poules de la Coupe du monde après une nouvelle défaite 2-0 face à la Corée du Sud, déjà éliminée. C'est la première fois de son histoire que l'Allemagne est éliminée dès la phase de poules.
- 30 juin :
  - La France bat l'Argentine (4-3) en 8eme de finale du mondial grâce à des buts de Griezmann, Pavard et un doublé de Kylian Mbappé et file en quarts de finale où elle affrontera le vainqueur du match entre l'Uruguay et le Portugal.
  - L'Uruguay bat le Portugal (2-1) grâce à un doublé d'Edinson Cavani et affrontera la France en quarts de finale.

### Juillet
- 1er juillet :
  - Au terme d'un match nul 1-1 après 120 minutes de jeu où les Espagnols auront fait près de 1000 passes, la sélection Russe parvient quand même à créer l'exploit en 8eme de finale de la coupe du monde en éliminant l'Espagne 4 tirs au but à 3. La Russie affrontera au tour suivant le vainqueur du match entre la Croatie et le Danemark.
  - La Croatie bat le Danemark aux tirs au but (1-1, 3-2 aux tirs au but) dans un match où les deux buts ont été marqués rapidement : dès la 1re minute pour le Danemark par Mathias Jørgensen et égalisation à la 4e minute pour la Croatie par Mario Mandžukić.
- 2 juillet :
  - Le Brésil bat facilement (2-0) le Mexique grâce à des buts de Neymar et Roberto Firmino. Le Brésil affrontera le vainqueur du match entre la Belgique et le Japon. Le Mexique, quant à lui est éliminé pour la 7e fois consécutivement au stade des 1/8ème de finale et n'a plus joué les quarts de finale depuis l'édition 1986, jouée à domicile.
  - Le Japon est passé tout près d'éliminer la Belgique après avoir mené (2-0) grâce à des buts de Genki Haraguchi et de Takashi Inui mais s'est finalement incliné 3-2. La Belgique affrontera le Brésil à Kazan pour une place en demi-finales.
- 6 juillet : L'équipe de France s'impose en 1/4 de finale de la coupe du monde 2-0 face à l'Uruguay dans un match sérieux et maîtrisé ou Raphaël Varane et Antoine Griezmann inscrivent les buts français. Les bleus affronteront en demi-finale le vainqueur du match entre le Brésil et la Belgique.
- 9 juillet : Luis Enrique est nommé sélectionneur de l'Équipe d'Espagne de football.
- 10 juillet : 1/2 finale de la coupe du monde entre la Belgique et la France. Malgré 25 premières minutes dominées par les Diables rouges les bleus parviennent à se sortir du piège belge et l'emportent 1-0 grâce à un but de la tête de Samuel Umtiti à la 51e minute.
- 11 juillet : Deuxième demi-finale de la coupe du monde entre la Croatie et l'Angleterre. Les Anglais ouvrent rapidement le score à la 4e minute de jeu sur un coup franc en pleine lucarne de Kieran Trippier. Les britanniques, voulant conserver leur avantage, reculent en défense, laissant quelques opportunités aux Croates qui égalisent grâce à un but d'Ivan Perišić à la 68e minute, avant qu'ils ne prennent l'avantage en prolongation 2-1 grâce à un deuxième but de Mario Mandžukić inscrit à la 109e minute de jeu. Grâce à cette victoire, la Croatie se qualifie pour la première fois de l'histoire pour une finale de Coupe du monde.
- 15 juillet : Finale de la Coupe du monde au stade Loujniki à Moscou (Russie), entre la France et la Croatie, victoire de la France sur le score de 4-2, grâce à des réalisations de Mario Mandžukić contre son camp à la 18e, Ivan Perišić à la 28e qui égalise pour la Croatie, avant que les Bleus prennent le large grâce à des buts d'Antoine Griezmann sur penalty à la 38e, Paul Pogba à la 59e et Kylian Mbappé à la 65e minute de jeu puis que Mario Mandžukić se rachète un peu de son CSC en réduisant le score à la 69e à la suite d'une erreur du gardien de but français Hugo Lloris. Grâce à cette deuxième victoire française en coupe du monde Didier Deschamps devient la troisième personne après le brésilien Mário Zagallo et l'allemand Franz Beckenbauer à être sacré champion du monde aussi bien en tant que joueur (1998), que sélectionneur (2018).
- Du 20 juillet au 11 août : 6e édition de l'International Champions Cup disputé à Singapour, aux États-Unis et en Europe. Les anglais de Tottenham remporte la compétition.
- 22 juillet : Le Club Bruges remporte pour la 15e fois la Supercoupe de Belgique en battant le Standard de Liège sur le score de 2 buts à 1.
- 29 juillet : Faouzi Benzarti est nommé sélectionneur de l'équipe de Tunisie.

### Août
- 2 août : Djamel Belmadi est nommé sélectionneur de l'équipe d'Algérie.
- 4 août :
  - Supercoupe des Pays-Bas à Eindhoven aux Pays-Bas après un match nul 0-0 au terme des 90 minutes le club de Feyenoord Rotterdam remporte pour la 4e fois le titre en s'imposant sur la pelouse du PSV Eindhoven 6 tirs au but à 5.
  - Le FC Porto remporte la 40e édition de la Supercoupe du Portugal disputée à Aveiro au Portugal en battant le CD Aves 3-1.
  - Trophée des champions à Shenzhen en Chine le Paris Saint-Germain remporte le titre pour la 6e fois d'affilée après sa victoire 4-0 contre l'AS Monaco.
- 5 août :
  - Manchester City remporte la 96e édition du Community Shield disputée à Londres en battant l'équipe de Chelsea par 2 à 0.
  - Supercoupe de Turquie à Konya en Turquie Akhisar Belediyespor s'impose pour la 1er fois dans cette compétition (1-1, 5 à 4 aux tirs au but) face à Galatasaray.
- 8 août : 11e édition de la Coupe Suruga Bank les argentins du CA Independiente s'imposent 1-0 sur la pelouse des japonais du Cerezo Ōsaka et remporte donc le titre.
- 11 août : Le Real Madrid remporte la 39e édition du Trophée Santiago Bernabéu (3-1) face à l'AC Milan.
- 12 août :
  - Exceptionnellement la Supercoupe d'Espagne se dispute sur un seul match et a l'étranger dans la ville de Tanger au Maroc et voit la victoire du FC Barcelone 2-1 face à une solide équipe du FC Séville.
  - Supercoupe d'Allemagne au Deutsche Bank Park de  Francfort (Allemagne), le Bayern Munich remporte le titre pour la 7e fois de l'histoire en s'imposant 5-0 sur la pelouse de l'Eintracht Francfort.
- 15 août :
  - L'Atletico Madrid remporte la 43e édition de la Supercoupe de l'UEFA disputée à Tallinn en Estonie en battant son rival du Real Madrid 4-2 après prolongations lors du 282e Derbi madrileño.
  - Le FC Barcelone remporte la 53e édition du Trophée Joan Gamper en battant les argentins de Boca Juniors 3 à 0.
- 25 août : 3e journée de Liga Nos grâce à un but de João Félix inscrit a la 86e minute du 303eDérbi da Capital le Benfica Lisbonne arrache le match nul 1-1 face à son rival du Sporting Portugal.

### Septembre
- 2 septembre : 3e journée de Liga, le Real Betis remporte le 129e Derbi sevillano en s'imposant à domicile 1-0 face à son rival du FC Séville.
- 6 septembre : ouverture de la 1re édition de la Ligue des nations en Europe.
- 23 septembre : 6e journée de Superliga Agentina, River Plate remporte le 246e Superclásico en s'imposant 2-0 sur la pelouse de son rival de Boca juniors.
- 29 septembre : 7e journée de Liga le Real Madrid et l'Atletico Madrid ne peuvent se départager et font match nul 0-0 lors du 283e Derbi madrileño.

### Octobre
- 5 octobre : 8e journée de Liga, la Real Sociedad s'impose 3-1 face à leur rivaux de l'Athletic Bilbao et remporte le 175e Euskal Derbia, disputé au Stade San Mamés. Mikel Oyarzabal est l'auteur d'un doublé sur penalties en faveur des Txuri-Urdin.
- 7 octobre : 9e journée de Ligue 1, le joueur du Paris Saint-Germain Kylian Mbappé devient face à l'Olympique Lyonnais le plus jeune joueur du championnat de France à inscrire un quadruplé le tout en seulement 13 minutes score final 5-0. Grâce a cette neuvième victoire lors des neuf premières journées le PSG réalise le meilleur départ pour un club dans toute l'histoire du championnat de France.
- 10 octobre : Cruzeiro remporte à Belo Horizonte la Coupe du Brésil pour la 2e fois d'affilée en s'imposant 1-0 face aux Corinthians, grâce à une réalisation de Thiago Neves. Avec ce titre Cruzeiro se qualifie pour la phase de poule de la Copa Libertadores 2019.
- 21 octobre : 9e journée de Serie A l'Inter remporte le 222e Derby della Madonnina en battant l'AC Milan 1-0 grâce à une réalisation de Mauro Icardi dans les ultimes secondes du match.
- 27 octobre : Finale de la Coupe de la Ligue japonaise de football au stade Saitama 2002 à Saitama le Shonan Bellmare s'impose 1-0 face au Yokohama F·Marinos, grâce à une réalisation de Daiki Sugioka. Avec cette victoire le Shonan Bellemare se qualifie pour la Coupe Suruga Bank 2019.
- 28 octobre :
  - 10e journée de Liga, le FC Barcelone bat le Real Madrid 5-1 lors du 272e El Clásico. Luis Suárez est l'auteur d'un triplé en faveur du club catalan.
  - 11e journée de Ligue 1 : le PSG remporte le 95e Classique en s'imposant 2-0 sur la pelouse de l'Olympique de Marseille. Avec cette victoire les parisiens restent invaincu pour la 18eme fois consécutive face à l'OM.
- 31 octobre : début des séries éliminatoires de la Major League Soccer (MLS).

### Novembre
- 11 novembre :
  - 12e journée de Premier League : Manchester City s'impose à domicile (3-1) lors du 177e Manchester derby disputé face à Manchester United.
  - Finale aller de la Copa Libertadores 100% argentine entre les deux rivaux Boca Juniors et River Plate. Les deux équipes font match nul 2-2 à la Bombonera. La règle des buts marqués à l'extérieur n'existant pas pour cette confrontation, tout se jouera donc au match retour.
- 17 novembre : Ouverture de la 13e Coupe d'Afrique des nations féminine au Ghana.
- 18 novembre : Finale de la Coupe du Trône au complexe sportif Moulay-Abdallah à Rabat, après un match nul 2-2 au terme des 120 minutes le club du Renaissance de Berkane remporte pour la 1re fois la coupe nationale en s'imposant 3 tirs au but à 2 face au Wydad de Fès. Grâce à cette victoire les Oranges se qualifient pour la Coupe de la confédération africaine 2019.
- 23 novembre : 14e journée de Ligue 1 l'Olympique Lyonnais remporte au Parc OL le 117e Derby rhônalpin en s'imposant 1-0 face à leur rival de l'AS Saint-Etienne grâce à un but de Jason Denayer.
- 24 novembre : Incident au stade Monumental de Buenos-Aires avant la finale de Copa Libertadores, lors de l'arrivée au stade les joueurs de Boca Juniors sont victimes d'un caillassage de leur bus au gaz poivré, les vitres sont brisées, plusieurs joueurs sont blessés et certains auront même des éclats de verre dans l'œil alors que le chauffeur du bus sera victime d'un malaise. Après plusieurs tergiversations liés à ces événements la CONMEBOL décide de reporter la rencontre. On apprendra quelques jours plus tard que le match sera finalement joué en Europe au Stade Santiago Bernabéu de Madrid pour éviter tout nouveau problème.
- 25 novembre :
  - 37e journée de Brasileirão, Palmeiras est sacré champion du Brésil pour la 10e fois de l'histoire après un succès 1 à 0 sur la pelouse du Vasco de Gama.
  - Finale aller de la Coupe de la Confédération : Les marocains du Raja Casablanca battent à domicile les congolais de l'AS Vita Club 3-0 et prennent une option pour le titre.

### Décembre
- 1er décembre : Finale de la Coupe d'Afrique des nations féminine à Accra au Ghana le Nigeria remporte la titre africain pour la 11e fois en s'imposant (0-0, 4-3tab) face à l'Afrique du Sud.
- 2 décembre :
  - les Colombiennes de l'Atlético Huila remportent pour la 1er fois la Copa Libertadores féminine à Manaus en battant les Brésiliennes du Santos FC (1-1, 5 tirs au but a 3).
  - 14e journée de Premier League : Liverpool remporte à Anfield le 232e Merseyside Derby en battant leur voisin d'Everton 1-0.
  - Finale retour de la Coupe de la confédération : Malgré une défaite au Stade des Martyrs 3 à 1 contre les congolaise de l'AS Vita Club le club marocain du Raja Casablanca remporte la compétition pour la 1er fois grâce à sa victoire à l'aller (4-3 sur l'ensemble des deux matchs).
  - Gregg Berhalter est nommé sélectionneur de l'équipe des États-Unis.
  - L'UEFA officialise la création d'une nouvelle compétition européenne de clubs (avec pour nom de code Europa League 2) à compter de la saison 2021-2022, elle arrivera au 3eme échelon dans la hiérarchie des compétitions européennes derrière la Ligue des champions et la Ligue Europa[6].
- 3 décembre : le Croate Luka Modrić remporte son 1er Ballon d'or avec 26,14 % des suffrages devant le Portugais Cristiano Ronaldo 2e avec 16,52 % et le Français Antoine Griezmann 3e avec 14,37 % de voix. Dans le même temps la Norvégienne Ada Hegerberg remporte le Ballon d'or féminin et le Français Kylian Mbappé remporte le Trophée Kopa (récompense pour le meilleur joueur de moins de 21 ans).
- 5 décembre : les Colombiens de l'Atlético Junior et les Brésiliens du CA Paranaense ne peuvent se départager (1-1) lors de la finale aller de la Copa Sudamericana disputée au Stade Metropolitano Roberto Meléndez.
- 6 décembre : Rosario Central remporte la Coupe d'Argentine en battant en finale le club du Gimnasia La Plata (1-1, 4 Tirs au but à 1). Grâce a ce titre le Rosario Central se qualifie pour la phase de poule de la Copa Libertadores 2019.
- 8 décembre :
  - Victoire d'Atlanta United 2-0 sur les Timbers de Portland en Coupe de la Major League Soccer. C'est la première victoire du club en MLS.
  - 14e journée de Bundesliga le Borussia Dortmund remporte à la Veltins-Arena le 150e Derby de la Ruhr (2-1) face a Schalke 04.
- 9 décembre :
  - Finale de la Coupe du Japon 2018 à Saitama, Urawa Red Diamonds remporte le titre en battant Vegalta Sendai 1-0. Grâce a cette victoire les Reds se qualifient pour la Ligue des champions de l'AFC 2019.
  - Finale retour de la Copa Libertadores entre les clubs argentins de Boca Juniors et de River Plate. River remporte pour la 4e fois la compétition après prolongation en battant son rival sur le score de 3-1 (5-3 sur l'ensemble des deux rencontres). Cette rencontre se dispute au stade Santiago-Bernabéu, à Madrid, en Espagne sur décision de la CONMEBOL à la suite de l'attaque du bus de Boca.
- 12 décembre : Finale retour de la Copa Sudamericana à l'Arena de Baixada les Brésiliens du CA Paranaense et les Colombiens de l'Atlético Junior font match nul 1-1 (2-2 sur l'ensemble des deux matchs) au terme des 120 minutes. Une séance de tirs au but est disputée et les Rubro-Negro s'imposent 4 tirs au but a 3. Grâce à cette victoire le club de Curitiba remporte pour la 1re fois de son histoire la Copa Sudamericana.
- du 12 au 22 décembre : 15e édition de la Coupe du monde des clubs aux Émirats arabes unis.
- 13 décembre : Alain Giresse est nommé sélectionneur de l'Équipe de Tunisie de football.
- 22 décembre : Le Real Madrid remporte pour la 3e fois d'affilée la Coupe du monde des clubs (un record) en s'imposant en finale sur le score de 4 à 1 face aux émirati d'Al Ain.

## Principaux décès
- Henri Michel, footballeur puis entraîneur français.
- Davide Astori, footballeur italien.
- Vichai Srivaddhanaprabha, dirigeant de club thaïlandais.
- Roger Piantoni, footballeur français.
- Philippe Gondet, footballeur français.
- Francis Smerecki, footballeur puis entraîneur français.